# 1/2 (số)
{\displaystyle {\frac {1}{2}}} (một phần hai) là một phân số tối giản là kết quả của phép tính 1 chia cho 2 hoặc là kết quả của bất kỳ số nào chia cho một số gấp đôi nó. Nhân một nửa tức là chia đôi một số.